# 情報プレゼンター とくダネ!
『情報プレゼンター とくダネ!』（じょうほうプレゼンター とくダネ）は、フジテレビ系列で1999年（平成11年）4月1日から2021年（令和3年）3月26日まで（全放送回数5646回）生放送されていた平日朝のワイドショー・情報番組。元テレビ東京のアナウンサーだった小倉智昭が、総合司会を務めた長寿番組でもあった。
8時から9時50分までの生放送。開始から2013年3月29日放送分までの終了時刻は9時55分。
通称および新聞番組表での表記タイトルは「とくダネ!」。ハイビジョン制作。

## 概要・歴史
1999年3月まで約17年放送していた『おはよう!ナイスデイ』（番組終了時点でのタイトルは『ナイスデイ』）の後継番組として同年4月1日よりスタートした。総合司会の小倉は大学生の頃、就職活動真っ只中の1970年、小倉の第一志望がフジテレビジョンだったこともあり、入社したら朝のワイドショーを担当したいと入社面接時に話していたが不合格に終わったため、『28年来の願いが叶った』と、番組スタートの記者会見の場で語った
「事件、事故に芸能も!全部まとめて 情報プレゼンショー」「ワイドショーを超えたワイドショー」をモットーに、芸能ネタから社会問題まで幅広く取り上げている。前座番組『めざましテレビ』が芸能情報中心の編成であることに対し、本番組では、社会問題やニュースなどが中心の編成となっている。また、他のワイドショー番組と比べるとスポーツの話題も多く取り上げていることも特徴である。
総合司会に元テレビ東京（旧・東京12チャンネル）アナウンサーの小倉智昭 、番組当初のサブ司会には、フジテレビアナウンサーの笠井信輔、 佐々木恭子 が、番組終了時には山崎夕貴、立本信吾に加え、気象予報士の天達武史が主たるメンバーである。
また、毎曜日様々なジャンルで活躍する人物をコメンテーターとして招いている。
『めざましテレビ』から（テレビ大分では、日本テレビ製作朝の情報番組枠）SB枠なし=ステブレレス（CMを挟まない）で切り替わり、生放送。
本番組の出演者はスタジオのモニターで『めざましテレビ』（エンディング部分）を観ていることもあるとされ、実際稀に本番組の冒頭で『めざましテレビ』の内容に触れることもあった。
本番組の開始後、フジテレビの午前中はほぼ生番組で占められるようになる。
スピンオフ番組として2003年2月から2004年2月に『とくダネ!発 GO-ガイ!』があったが、『とくダネ!』の成功をゴールデンタイムに持ち込む試みは成功しなかった。
2004年10月1日まで、日本テレビが『ズームイン!!SUPER』を8:30まで放送した後に『ザ!情報ツウ』を開始する編成だったが、同年10月4日から『ズームイン!!SUPER』を8:00終了・『ザ!情報ツウ』を8:00開始とする形に変更した。これは『ザ!情報ツウ』側が当時時間帯民放視聴率トップを走っていた本番組とネタ構成などのすみ分けが中々難しく、そちらのスタッフが本番組と同時刻で真っ向勝負をしたいという非常に強い考えを持っていたためである。また、この日本テレビの改編により唯一8:30飛び乗りネットだったテレビ大分がフルネットに移行し、全ネット局で放送時間が統一された。
2007年から2013年までは年末期に総集編特番『ディレクター魂』を生放送していた。総合司会は笠井信輔（2009年は中野美奈子・長谷川豊も加わる）が担当し、小倉は出演しない。その後、2014年・2015年の年末は12月30日まで放送し、同日は1時間前拡大（7:00 - 9:50）の年末特番扱いとなった。なお、通常8:00まで『ZIP!』を同時ネットしているテレビ大分でも、同番組が年末特別編成により休止だったこともありフルネット放送されたが、8:00までは番組販売扱いでの放送となり、ネットスポンサーの提供クレジットは自社発のフィラー映像に差し替えられた（8:00以降はスポンサードネット扱いで放送）。
なお、他局の朝のワイドショーでは主に番組後半に報道フロアからのストレートニュースコーナーを設けているが、本番組においては緊急ニュースを除いて実施していなかった。
2010年3月26日生放送分で、第1回生放送よりエンディング前に月～金の毎日行われていた帯コーナー「きょうの占い!血液型選手権」が終了。この最終日はタイトルを「きょうの占い!血液型選手権・ザ・ファイナル」として行われた。その後、同月29日からは後継コーナーとして小倉が気になったニュースを自らプレゼンする「小倉智昭のこのままじゃ終われない!」が開始。しかし、2011年の東日本大震災発生以降放送されなくなり、そのまま自然消滅した。
2010年12月3日生放送分で、放送回数3000回を達成し、オープニングでは、第1回・第500回～第2500回までの500回ごとのオープニング映像と当時の特集映像で放送を振り返り、オープニング曲も番組開始当初の「Veronica」が使用された。
2011年10月31日生放送からフジテレビの全ての報道・情報番組がステレオ放送に切り替わったため、放送開始以来変わることがなかった音声モードがモノラルからステレオに変更された。ちなみに朝のワイドショー・情報番組のステレオ放送は5例目で、モノラル音声はTBSのみとなった。
2012年10月1日生放送分より、それまでマイナーチェンジをしながらも変わらずに使用していた初代ロゴの使用を終了。タイトルロゴを番組初の一新。
2015年3月29日（日曜日）23:20 - 翌0:05（JTS）には、特別編の『とくダネ! 緊急夜会オンナの素顔』と題して、普段の番組で取り上げている政治や経済などのニュースは一切無視して、不可解な男と女の事件簿・金や性の悩みなどの欲望ニュースを中心に扱った。小倉は出演せず、菊川と森本さやかがMCを務めて、ゲストも含めて出演者全員が女性だった。また、普段レギュラー放送されている朝帯ではなく正反対の時間帯となる深夜帯に初めて放送された。
2016年7月28日生放送分で、放送回数が4452回となり、同一司会者による全国ネット番組としての最多放送回数を達成。
2018年9月17日放送分で、放送回数が5000回を達成。5000回記念の当日は、冒頭1999年4月の番組スタート時のオープニングタイトルCG・テーマ曲がこの日限定で復活。さらに、番組中盤に過去約20年間のニュースなどを番組の取材映像などを基に振り返るVTRを放送し、オープニング曲も番組開始当初の「Veronica」が使用された。
2019年9月27日生放送分で、前身『ナイスデイ』末期から継続出演していたサブ司会兼メインアシスタント・ニュースデスクを務めた笠井（同時にフジテレビも退職。その後自身が患った病気の治療報告のためゲストとして出演することもある）が降板し、同年9月30日放送分より大幅にリニューアル、番組ロゴを英名表記主体の『Tokudane とくダネ！』とし、表記上では『情報プレゼンター』のサブタイトルは初めて廃止された。
2020年9月25日生放送分でサブ司会の伊藤利尋が降板（『バイキングMORE』の進行MCへ異動）し、後任に9月28日放送分から立本信吾が就任した。火曜スペシャルキャスターのカズレーザー（メイプル超合金）が10月2日放送分から金曜日を兼任することとなった。

### 番組終了
2020年7月30日発売の『週刊文春』8月6日号において、本番組が2021年3月をもって終了することが報道された。それによると、小倉は当初2020年夏に開催予定だった東京オリンピックまでは番組を続けたいという意思を示していた。しかし、新型コロナウイルスの世界的な大規模感染の影響でオリンピックが2021年夏に延期された。さらに新型コロナウイルスの感染拡大や近年の視聴率不振により、広告収入が大幅に落ち込んだフジテレビが出演者に高額な出演料を支払っている番組の見直しに着手し、その一環で本番組の2021年3月での終了が決まったという。小倉にはその旨が2020年7月初めに伝えられ、「世話になったし、フジテレビが大変な状況なんだったら」と承諾したとも報じられた。
その後、フジテレビは2021年1月13日、本番組を同年3月いっぱいで終了することを発表。同月26日の放送が最終回となった。22年という放送期間はかつて当該枠で放送されていた『小川宏ショー』『おはよう!ナイスデイ』の17年を上回る寿命だった。番組終了発表にあたり、小倉はフジテレビを通じてコメントを発表し「マイク生活50年のうち、『とくダネ!』の22年間は貴重な財産となりました。毎朝3時起きで、大病もありましたが、長く続けられたことに自分でも驚いています。視聴者、出演者、スタッフ、家族、友人、皆さんが私を支えてくれました」と感謝した上で、「まだ、全てをやり遂げてはいませんが、そろそろ次世代のキャスターに席を譲る時が来たようです。私個人としては、まだ心が動かされるものがたくさんあります。それらに時間を費やしながら、許されるなら、マイクの前に立ちたいと思います。長きにわたり『とくダネ!』をご覧いただきありがとうございました。もうちょっとだけお付き合いください」と述べた。また、番組終了発表の1月13日の放送でもエンディングで小倉が「今日のスポーツ紙で大変大きく取り上げていただいたんですが、『とくダネ!』が足掛け22年、3月いっぱいで終了することになりました」などと話し、視聴者に番組終了を報告した。なお、3月15日から26日にはオープニング・エンディングや提供クレジット表示時に歴代のテーマ曲を流したほか、日替わりの特別企画を放送した。
3月29日からは、後継番組として俳優の谷原章介と当番組の最終回当日まで平日朝の報道・情報番組『めざましテレビ』（当番組の直前に放送）で女性総合司会(メーンキャスター)を務めていた同局のアナウンサー・永島優美が総合司会を務める新情報番組『めざまし8』を開始した。なお、番組終了時点での出演者のうち天気キャスターの天達が『めざまし8』にも「気象・防災キャスター」として続投となったほか、多くのプレゼンターやコメンテーターも同番組に引き続き出演している。また、サブ司会の立本は同日から平日昼の報道番組『FNN Live News days』月・火曜日メインキャスターに異動となった。
小倉は2016年に膀胱がんを公表し闘病生活に入った。番組終了後の2021年10月にがんが肺に転移し「ステージ4」と診断され、治療を行いながら仕事を続けていたが、2024年12月9日に膀胱がんのため77歳で亡くなった。

### 視聴率
開始当初の関東地区における視聴率は、当時時間帯1位を独走していた日本テレビの『ルックルックこんにちは』や、TBSの『はなまるマーケット』に苦戦してはいたが、1999年10月1日に初の単独トップを樹立。2000年春頃からじわじわと視聴率を上げ、次第に『ルックルックこんにちは』との視聴率差が縮まり、同年11月には『ルックルックこんにちは』と全くの同率になり、2001年2月からは時間帯平均視聴率1位の座を独占。視聴率は10%前後を推移し、時に13%近い数字を叩き出すこともあり、前座番組『めざましテレビ』と後座番組『こたえてちょーだい!』の視聴率上昇にもつながっていた。2007年からは一時期、日本テレビ『スッキリ!!』に逆転されることもあったが、2009年度は視聴率1位に返り咲いていた。また、2009年度以前では、NHK総合テレビ『連続テレビ小説』の視聴率低下の要因の一つにもなっていた。
2010年春にNHKが総合テレビで『あさイチ』を開始してからは時間帯1位の座をそちらに譲り、2位以下となることが多くなっていた。
2012年春まで、長らく時間帯民放1位の座を保持していた。だが、女性サブ司会が当時同局アナウンサーの中野美奈子から女優の菊川怜に交代した同年7月からは、『スッキリ!!』にその座を奪われることが一時多くなった。さらに同年11月第2週（5 - 11日）には、テレビ朝日の『モーニングバード!』にも週平均で初めて下回り（本番組6.3%、『モーニングバード!』6.6%）、それ以後も『モーニングバード!』に苦戦を強いられることが一時期多かった。
しかし2013年中期より再上昇し、同年10月では時間帯民放1位の座を奪還した。2014年においては、3年ぶりに年間視聴率で民放トップになった。2015年、2016年も年間視聴率民放トップとなっていた。
2016年9月第3週ではテレビ朝日の『羽鳥慎一モーニングショー』（第2期）に時間帯民放1位の座を初めて譲ると同時に、日本テレビの『スッキリ!!』（第1部）にも敗れ時間帯民放3位となった。同年11月には初めて月間を通じて『モーニングショー』に時間帯民放1位の座を譲った。その後も2017年3月まで『モーニングショー』に敗戦していた が、同年4月第1週で7.5%と民放1位に返り咲いた（『モーニングショー』は7.4%、『スッキリ!!』は6.3%、TBSの『ビビット』は2.8%）。同年4月では7.4%を記録し2016年8月以来となる月間民放1位を記録（『モーニングショー』と同率）。2017年8月11日は10.1%を記録し、時間帯1位を記録した『モーニングショー』に敗戦した。
2017年10月以降は、『モーニングショー』や『スッキリ』に敗戦する日も現れるようになり、2017年以降、『モーニングショー』に年間民放1位の座を譲る状態となった。
2018年に入ってからは『スッキリ』と激しく民放2位を争っている状態だった。 が、徐々に『スッキリ』に対しても劣勢となり、とうとう民放3位に転落してしまった。さらにTBSの『ビビット』の猛追を受けた。2018年4月 - 2019年12月頃までは再上昇し、『スッキリ』をも上回り民放2位に浮上した。
2020年1月以降終了までは『スッキリ』や『モーニングショー』にも敗戦し、民放3位に転落することもあった。
過去最高視聴率は2011年7月18日に記録した16.4%。要因は、この日が祝日（海の日）であったことや、裏番組である『あさイチ』が祝日編成により休止だったことが挙げられる。

## 出演者

### 主要出演者
| 期間 | 期間       | 総合司会  | サブ司会     | サブ司会          | サブアシスタント | ニュースデスク | 芸能デスク | 天気予報   |
| 期間 | 期間       | 総合司会  | 男性         | 女性              | サブアシスタント | ニュースデスク | 芸能デスク | 天気予報   |
| --- | ---------- | --------- | ------------ | ----------------- | ---------------- | -------------- | ---------- | ---------- |
| 1999.4.1 | 2005.9.30  | 小倉智昭  | 笠井信輔1・2 | 佐々木恭子        | （不在）         | 笠井信輔1・2   | 前田忠明1  | 佐々木恭子 |
| 2005.10.3 | 2009.3.27  | 小倉智昭  | 笠井信輔1・2 | 佐々木恭子        | （不在）         | 笠井信輔1・2   | 前田忠明1  | 天達武史   |
| 2009.3.30 | 2011.3.25  | 小倉智昭  | 笠井信輔1・2 | 中野美奈子        | （不在）         | 笠井信輔1・2   | 前田忠明1  | 天達武史   |
| 2011.3.28 | 2012.6.29  | 小倉智昭  | 笠井信輔1・2 | 中野美奈子        | 田中大貴         | 笠井信輔1・2   | 前田忠明1  | 天達武史   |
| 2012.7.2 | 2014.3.21  | 小倉智昭  | 笠井信輔1・2 | 菊川怜            | 田中大貴         | 笠井信輔1・2   | 前田忠明1  | 天達武史   |
| 2014.3.24 | 2016.5.13  | 小倉智昭  | （不在）     | 菊川怜 梅津弥英子 | （不在）         | 笠井信輔1・2   | 前田忠明1  | 天達武史   |
| 2016.5.16 | 2016.5.20  | 笠井信輔3 | （不在）     | 菊川怜 梅津弥英子 | （不在）         | 笠井信輔1・2   | 前田忠明1  | 天達武史   |
| 2016.5.23 | 2017.9.29  | 小倉智昭  | （不在）     | 菊川怜 梅津弥英子 | （不在）         | 笠井信輔1・2   | 前田忠明1  | 天達武史   |
| 2017.10.2 | 2018.3.30  | 小倉智昭  | （不在）     | 梅津弥英子        | 海老原優香       | 笠井信輔1・2   | 前田忠明1  | 天達武史   |
| 2018.4.2 | 2018.11.5  | 小倉智昭  | 伊藤利尋2    | 山﨑夕貴          | （不在）         | 笠井信輔1・2   | 加治佐謙一 | 天達武史   |
| 2018.11.6 | 2018.11.9  | 伊藤利尋4 | （不在）     | 山﨑夕貴          | （不在）         | 笠井信輔1・2   | 加治佐謙一 | 天達武史   |
| 2018.11.12 | 2018.11.26 | 小倉智昭  | 伊藤利尋     | 山﨑夕貴          | （不在）         | 笠井信輔1・2   | 加治佐謙一 | 天達武史   |
| 2018.11.27 | 2018.12.28 | 伊藤利尋5 | （不在）     | 山﨑夕貴          | （不在）         | 笠井信輔1・2   | 加治佐謙一 | 天達武史   |
| 2019.1.7 | 2019.9.27  | 小倉智昭  | 伊藤利尋2    | 山﨑夕貴          | （不在）         | 笠井信輔1・2   | 加治佐謙一 | 天達武史   |
| 2019.9.30 | 2020.9.25  | 小倉智昭  | 伊藤利尋2    | 山﨑夕貴          | （不在）         | （不在）       | 加治佐謙一 | 天達武史   |
| 2020.9.28 | 2021.3.26  | 小倉智昭  | 立本信吾     | 山﨑夕貴          | （不在）         | （不在）       | 加治佐謙一 | 天達武史   |
| - 小倉・前田・天達・菊川・加治佐以外は、出演当時のものを含め、全員フジテレビアナウンサー。 - 1 前番組『ナイスデイ』から続投。 - 2 小倉の夏季休暇時・不在時は総合司会代理を務める(笠井は2018年3月まで)。 - 3 小倉が膀胱癌の手術の為。 - 4 小倉の入院に伴う休養の為。 - 5 小倉の長期休養の為。 |            |           |              |                   |                  |                |            |            |

### スペシャルキャスター
| 期間 | 期間      | 月曜日 | 火曜日        | 水曜日・木曜日 | 金曜日       |
| --- | --------- | ------ | ------------- | -------------- | ------------ |
| 2019.9.30 | 2020.9.25 | 石黒賢 | カズレーザー1 | 古市憲寿2      | 鈴木啓太3    |
| 2020.9.28 | 2021.3.26 | 石黒賢 | カズレーザー1 | 古市憲寿2      | カズレーザー |
| - 1 2020年9月22日までは火曜日のみの出演。 - 2 2019年9月までは木曜コメンテーターとして出演。 - 3 2020年10月からはコメンテーターとして出演。 |           |        |               |                |              |

### コメンテーター
- 海原純子
- 木の実ナナ
- 石井めぐみ
- 高見恭子
- 秋川リサ
- ピーター
- 浅井信雄
- 武田美保
- 植草一秀
- 飯星景子
- 山本學
- 佐藤江梨子
- 萩尾みどり
- 石田衣良
- 齋藤孝
- 室井佑月
- 野村浩子
- 藤巻健史
- 山崎元
- 岡田惠和
- 佐々木かをり
- 友近
- 山崎バニラ
- 田中雅子
- 藤田朋子
- 萬田久子
- 田渕久美子
- 萱野稔人
- 宇津木妙子
- 真琴つばさ
- 池上彰
- 前田典子
- 松本大
- 渡辺佳恵
- 村治佳織
- 高橋みゆき
- 東尾理子
- 海堂尊
- 高瀬淳一
- 諸星裕
- 小笹芳央
- 冲方丁
- 渡辺満里奈
- ミッツ・マングローブ
- 佐々木秀実
- 春風亭小朝
- 谷山雅計
- 根岸英一
- 柳家三三
- 手塚理美
- 葉加瀬太郎
- 行正り香
- 谷口真美
- 柴門ふみ
- 南野陽子
- 田中ウルヴェ京
- 中嶋朋子
- 岩上安身
- 小野由美子
- 小室淑恵
- 林家三平
- 眞鍋かをり
- 中川翔子
- ピーコ
- 高木美保
- 菊池桃子
- 福田和也
- 周防正行
- 田中雅子
- 山口義行
- 松岡弓子
- 中野信子
- 加藤百合子
- 白眞勲
- 岡田育
- 竹田圭吾[注釈 7]
- 木暮太一
- ショーン・マクアードル川上
- 山本一郎
- 石戸奈々子
- 藤本隆宏
- 山崎秀鷗
- 山田俊浩
- 安田洋祐
- グローバー
- 鈴鹿久美子
- カンニング竹山
- 一木広治
- 梅沢富美男
- 宋美玄
- 新妻聖子
- IVAN
- 近藤サト
- 柿崎明二
- 為末大
- 嵩原安三郎
- 別所哲也
- 加藤友朗
- 橋口いくよ
- 深澤真紀
- 丸田佳奈
- 金塚彩乃
- 夏野剛
- 小原ブラス[注釈 5]
- 三浦瑠麗[注釈 5]
- 今村翔吾
- 山下真司[注釈 5]
- デービッド・アトキンソン
- 山田秀雄
- 松尾貴史
- 三田寛子
- 金子恵美[注釈 5]
- 森井じゅん[注釈 5]
- デーブ・スペクター
- トラウデン直美
- 中江有里
- 下重暁子
- 立岩陽一郎[注釈 5]
- 伊藤隼也
- 尾木直樹[注釈 5]
- 中瀬ゆかり
- 橋本マナミ
- 宮澤エマ
- 河崎環[注釈 5]
- 若狭勝[注釈 5]
- 古坂大魔王

など
- 最後の年度（2020年度）の段階で、番組1年目のコメンテーターを初代コメンテーターとすると、22年間通しで出演し続けた初代コメンテーターは、デーブのみである。ただし、諸事情により不定期で他者の代替出演あり。特に東京五輪開催決定週の2013年9月11日は関係者ゲスト（猪瀬東京都知事（当時）・田中理恵選手）を招いた特別編成だったためデーブの出演自体がなく、水曜恒例の海外ニュースコーナーが休止となった。また、日本国外の芸能関係で大きな出来事があった場合、水曜以外に出演する場合がある。
- 2020年度は新型コロナウイルスの影響でリモートで出演する場合もある。
- 2020年10月1日から長野智子が不定期で担当。
- 2020年4月24日は笠井信輔がリモート出演した[42]。
- たまにコメンテーターが3人体制になるときがある。
  - 2018年11月27日 - 12月28日は小倉の膀胱癌再手術による長期休養のため。
  - 2019年7月22日 - 7月26日は小倉の休暇のため。

### スタジオ出演
- 山下真司、小野寺昭（月、走れ!三面刑事→走れ!走れ!三面刑事）
- 柳家花緑（火、温故知人→新・温故知人）
- ドン小西（金、おしゃれ泥棒→個人教授） 過去には、裏番組の日本テレビ系『スッキリ!!』火曜日「ドン小西のピリ辛おしゃれコンシェルジュ」にも出演した。
- おすぎ（金、おすぎのエンタメ斬り捨てごめん→エンタメ解体新書）
- 神奈月、ホリ（金、週刊ペキンウォーカー）
- 黒沢かずこ（森三中）（木、カズコの物ちぎり! ヒットのココロ）
- 半田健人（月、ニュースの賢者たち）
- 加来耕三（歴史家・作家）（火、新名将列伝SAMURAI魂）
- 渡部建（アンジャッシュ）（水、初出しワールドLIVE）

### プレゼンター・リポーター
●はフジテレビアナウンサー。○は『おはよう!ナイスデイ』→『ナイスデイ』から続投。
- 緒方昭一○
- 新井麻希
- 仲まりこ
- 乾貴美子
- 江藤麻由
- 武藤まき子○
- 宮瀬茉祐子●
- 竹下陽平●
- 藤村さおり●
- 高木広子●
- 鈴木芳彦●
- 柏木厚志※14
- 菊間千乃●※2
- 春日由実●※2
- 高橋真麻●
- 渡辺和洋●
- 榎並大二郎●
- 山下真司※3[注釈 5]
- 滝川クリステル※5
- 長谷川豊●※6
- 戸部洋子●※7
- 石本沙織●※7
- 大村正樹○※10
- 田中大貴●※9
- 遠藤玲子●※4
- 山本麻祐子●※12
- 冨田憲子●※13
- 内田嶺衣奈●
- 新美有加●
- 内野泰輔●
- 西村真二（当時・ラフレクラン、現・コットン）
- 木下康太郎●
- 立川談笑○※8
- 山中章子●
- 平野早苗○
- 岸本哲也
- 田中良幸[注釈 5]
- 横野レイコ○
- 熊谷麻衣子
- 荘口彰久※15
- 小柳美江○
- 阿部悦子
- 森本さやか●※1
- 大川立樹●
- 堀池亮介●[注釈 5]

※1:佐々木恭子が休暇のときは、2007年度から代役を務めていた。
※2:佐々木が休暇の時に代役を務めていた。
※3:「CMの裏側」シリーズに「CM先生」として再登場（2009年5月4日）
※4:バンクーバーオリンピック､フィギュアスケート世界選手権などの現地リポーター。『めざましテレビ』と兼任。
※5:第82回アカデミー賞の現地リポーター。
※6:笠井信輔が休暇及び小倉智昭に代わっての進行の時は、「TIMES」→「得もり」の代行を務めていた。2010年9月からニューヨーク支局赴任のため、現在は金曜日「得もり」内のニューヨークからの中継を担当している。
※7:『めざましテレビ』と立て続けに出演する場合あり。
※8:出演開始当初は小田桐英裕（本名）名義。2005年の真打昇進あたりから談笑名義に変更。
※9:2011年3月28日放送分からアシスタント就任のため、小倉・笠井・中野とともにオープニングトークに参加している。なお、2008年10月から2010年3月の月～水曜に限り、直後の『スパイスTV どーも☆キニナル!』と連続して出演する事があった。
※10:2011年4月4日から北海道文化放送（uhb）の『U型テレビ』のMCを務めるため2011年3月31日で降板。
※11:TBSアナウンサーだった2010年10月まで裏番組『はなまるマーケット』に出演していた。
※12:2012年7月1日付で広報局広報室広報部に異動のため2012年6月29日で降板。
※13:2012年7月1日付で報道局に異動のため2012年6月29日で降板。
※14:2014年11月3日、大腸癌で死去。享年45歳。最後の出演は11月6日、10月20日に収録したものであった。
※15:2018年4月からは「NEWSヤマサキ調べました」のコーナーナレーションも担当。2019年4月からは『Live News it!』と兼任。

### 生CM
- あおい有紀
- 細谷美友※1
- 富並望美『花王』担当

※1:後番組の『めざまし8』も続投。

## コーナー

### 帯企画
- とくダネ!TIMES
  - 開始当初から2007年9月28日まで行われたコーナー。「得もり」の前身。笠井信輔が進行とナレーションを担当する。オープニング映像の後、提供クレジット、そして担当の笠井が進行を始める。その際は、背広を脱ぐのがお決まりである（なお、小倉が休みないし、海外などへの取材などで笠井がメインに座る時、もしくは笠井が休みの時は代理で長谷川豊が担当しているが、その際は背広を脱がない。また、その際オープニング映像はいつもの笠井が映ったものではなく長谷川が映ったものに変更される）。スポーツ紙・週刊誌のように、テレビモニターで表紙となる写真と取り上げる見出し項目を紹介。最初の項目には、「きょうの表紙」を放送。そのあと見出し項目を幾つか紹介し、あとは「TIMES FLASH」で短く放送する。1つの項目を5分程度に、簡潔に伝えるために、笠井が解説用の表を作成するなどしている。
    - 当初は、「とくダネ!Choice」の時間に「とくダネ!TIMES 第2版」としてコーナーを設けていたが、すぐに撤廃され、2001年4月から1年間、日替わりコーナーを1日2つから1つに減らし、笠井進行のミニコーナー「TIMES+（タイムズ・プラス）」を放送。プラスを終了させてからは1つの項目に充てる時間を増やした。
      - 2006年4月に刷新。表紙を廃止し、最初の項目、速報や続報がある話題は「早刷り」とした。電話インタビューも多用している。また、「TIMES Choice」を「とくダネ!Choice」として番組後半に移動させた。
- 得もり
  - 笠井が進行とナレーションを担当する。2007年10月から2011年3月まで行われたもので、「とくダネ!TIMES」の後継コーナー。
  - 2009年4月から、コーナー開始時にアニメーション映像が流されるようになり、また当日紹介する話題に関する小物類がスタジオ内に置かれるようになった。
  - 2009年3月までは、佐々木が笠井に呼びかけると、サブにいる笠井がフリップなどを使いながら話題を振る。それを受けて、ナレーターによるナレーションの入ったVTRで3本ほど話題を紹介。そしてオープニング映像の後、提供クレジット、笠井がスタジオ入りし、進行が始まる。笠井を中心に、合成により大小十数枚の写真が出てきて、その中の赤く光った一枚の話題を取り上げる。特に深く掘り下げたい話題については、ホワイトボード全面を使った「得もりボード」で詳しく解説をする、という流れであった。最終盤のインタビューや特集のような話題については、「極もり」と表示されることがある。
  - 小倉が休みの時や海外などへの取材などで笠井がメインに座る時、もしくは笠井が休みの時は代理で長谷川豊が担当している。初期は笠井の登場するオープニングだったが、途中から長谷川版が作られた。
  - 2007年9月までは、コーナーの途中で提供クレジットの入れ替えをしていたが、10月から、「特捜エクスプレス」と日替わりコーナーの間に入れ替えを行っている。
- つぼダネ!・フカボリ
  - いずれも2011年4月開始。「つぼダネ!」はその日のニュースを紹介。「得もり」の後継コーナーで、田中が担当。「フカボリ」は話題のニュースを掘り下げる。「得もり」の中で行っていた「得もりボード」の後継。笠井が担当。

- 知っトクNEWS
  - 「つぼダネ!」の後継。2012年7月スタート。
- 速ダネ! NEWS
  - 笠井が担当。
- オープニングトーク
  - オープニングトークでは、小倉が注目した
・放送当日を主とした新聞から記事の紹介
・新聞以外の情報源からの時事に関する話題
・発売直後～近日発売予定となる新譜の紹介（売れ筋のものだけではなく、テレビ局よりもラジオ局で紹介されやすい音源が紹介されることも多い）
このコーナーは小倉がフジテレビ系列平日午前のワイドショー枠の司会を引き受ける際に同局に対して「（番組冒頭で）フリートークをやらせてほしい」と条件を出したことによるものである[43]。
冒頭での小倉の挨拶はアナウンサーが「おはようございます」と明瞭に発音するのではなく、小気味良く「あざーす」「あざまーす」のように聞こえるケースが多い。
トークの内容は笠井、中野両アナに知らされていないことを、「アナマガplus 本気でしゃべっていい」で笠井、中野両アナ本人が述べている。
なお突発ニュース、重大ニュースが入った場合はこの部分を省略、出演者が既に全員着席して、即トップニュースの話題となる。テーマBGMも少しだけ流れてから、またはテーマBGMなしでニュースに入る。2007年9月まではヘッドラインがあったが、現在は無くなり、小倉から最初の項目が口頭で伝えるように変更された。2011年4月からは笠井が行っている。
- 小倉が斬る!ニュース
  - 2013年4月から2018年3月まで放送。小倉が厳選した4つの項目からニュースを伝える。
- のぞき見！リアル とくキュウ（月 - 木曜）
  - 2017年4月開始。以前の「とくダネ!特捜部」→「特捜エクスプレス」→「とくダネ!プレミアム」→「とく撮」→「とくスペ!」→「真相チェイス!直撃御免」（2012年10月～2017年3月）の後継コーナーである。
  - 「とくダネ!プレミアム」時代は、「得もり」の最後の話題がそのままこのコーナーのテーマとなることが多かった。
- 「きょうの占い!血液型選手権」
  - 9:45 - 9:50頃に毎回放送されていた、御瀧政子（旧美堀真利）監修による占いのコーナーである。血液型のランク付けのためにA型の犬、B型の狸、O型の熊、AB型の狐が競争をしていた。一番早く着いた血液型が一番運勢がよい。タイトル出しの後、CM→提供クレジット→CM→今日の順位の順に放送され、またCGのわりに、1位決定については毎回凝った演出がなされていた。
    - 初代：木登り競争（1999年4月1日 - 2002年3月29日）
      - 2001年3月30日までは2位と3位は紹介しておらず、1位到着時にすぐ発表、2位、3位は到着のみ流れたのちにすぐ最下位の発表だった。

    - 2代目：豆の木登り競争（2002年4月1日 - 2005年9月30日）
    - 3代目：陸上競技場での短距離競走（2005年10月3日 - 2009年3月27日）
      - 2005年10月から2006年6月までは、佐々木アナが生でナレーションをしていた（スタジオの音声も拾っていた）が、2006年7月以降はあらかじめ録音されたものに戻っていた。

    - 4代目：あみだくじ（2009年3月30日 - 2010年3月26日、ここからはHDでの放送）
      - 1位が発表されて、その後2位、3位が続く。このとき、前のバージョンとは異なり、最下位が2位、3位発表後すぐに流れていた（BGMはバイオリン演奏の絶望的なBGM）。
      - 本番組に限った話ではないが、BGMの一部にはアニメなどのサウンドトラックを使用していた。かつては「バンパイヤンキッズ」から競争シーンに「SBRIGATI!」が、最下位の血液型紹介には「FAMILIA UNO」（以上2曲は佐橋俊彦作曲）を、最末期は「Yes!プリキュア5」から、競争シーンに「青春は大忙し!」が、終了時にサブタイトルの短縮版（以上2曲は佐藤直紀作曲）を流していた。
- このままじゃ終われない
  - 2010年3月29日から始まった新コーナー。小倉の独断と偏見で、この日に伝えられなかったニュースを、放送終了間際の数分間を利用して再度トークを行う。小倉が不在時の場合は、笠井アナ又は中野アナが代行する。
- 「クジアタリ性格診断」
  - 1〜4の選択肢の中から1つ選び、あなたの知らない本当の自分を知るというコーナー。天の声は森本アナ。
- 「クジのあなた」
- 「脳活Johnny!」
  - 脳トレクイズのコーナーで2013年9月30日からスタート。2014年9月29日からは「クイズ」だけではなく、「フィットネス」（指の運動など）、「ボイス」（音楽の歌詞を規則で置き換えて歌うなど）、「ジャンケン」（わざと負けるとかわざとあいこにするなど）も加わった。
- 「NEWSヤマサキ調べました」
  - 2018年4月2日から山﨑と笠井が、気になるニュースを徹底調査する。（山崎不在時は「NEWSカサイが調べました」として放送）
- 天気予報（天達武史）
  - 開始当初からサブ司会の佐々木が担当していたが、2005年10月から、新たに気象予報士の天達がお天気キャスターとして加わり、それまでの番組スタジオから伝えるスタイルからフジテレビ社屋の噴水広場前など、社屋周辺から伝えるスタイルとなり、天気に関係する話題や情報、トリビア的なものも紹介するようになった。また、夏のお台場冒険王（2009年からお台場合衆国）になるとイベントの情報を伝えることがある。2020年4月からはスタジオ内で伝えるスタイルになる。
  - このときに流れるBGMは、映画「2 STEPS!」の「母と息子」（佐橋俊彦作曲）である。
  - 天気予報直前のCM前に、小倉が天達を「ではお天気です。あまたつぅー」と甲高い声で呼び出すのがお約束（笠井、伊藤、立本が総合司会代理を務める際、3人は普通に「天達さーん」と呼び出す）。木曜日の企画「朝のヒットスタジオ」では、このコーナーに出演したアーティストが呼び出すのもまたお約束（2008年10月23日の場合、ゲストの石川ひとみが単に呼ぶのではなく、自身のヒット曲「まちぶせ」の歌詞の「あなた〜」の部分を「天達」に替えてアカペラで歌うという一幕があった）。
- 「MORNING NEWS」
  - 最新ニュースを数項目伝える。
- 「私の一本」

### 日替わりコーナー
2001年3月までは、「特捜部」のあとにも日替わりコーナーが放送されており、「とくダネ!TIMES」は9時前までの放送だった。
- 月曜日
  - 追跡！未解決事件ファイル (開始当初 - 2000.10.16)
  - スター☆まるみえチャンネル[44]（1999.11.1 - ？）※後に火曜日に移動。
  - 週刊人物学習帳
  - 噂の大マガジン（2000.10.23 - ）
  - THE教科SHOW（2002.4.1 - ）
  - ニッポンの掟（2002.10.28 - 2003.3.31）
  - ?の深層 そ〜だったのか!（2003.4.7 - ）
  - NEWS微分積分
  - 追跡!ニュース探偵社
  - 追跡ニュース それが答えだ
  - 走れ!三面刑事→走れ!走れ!三面刑事（2007.10.1 - 2009.3.23）
  - ニュースの賢者たち（2009.3.30 - 8.24）
  - つめ放題!ぎゅぎゅっとエンタ（2009.9.7 - 2010）- 担当 : 長谷川豊
  - ヂカ撮り現場ケンSHOW!
  - ニュースDE線引き シマウマジャーナル
- 火曜日
  - 前忠の芸能特選（開始当初 - ?）
  - スター☆まるみえチャンネル ※2002年4月以降は水曜日に移動
  - おんなの履歴書→わたしの履歴書（開始当初 - 2002.3頃）
  - ワンランクアップマガジン bisou-bisou
  - ちょこっとセレブ (2002.? - 2003.?）
  - 淑女（レディ）で行こう（2003.? - 2005.9.27）
  - ひとなび
    - 2005年の第1回では、2008年にノーベル物理学賞を受賞した南部陽一郎を紹介した。

  - 温故知人→新・温故知人～天国からのメッセージ～（2006.10.3 - 2009.3.24）
  - 新名将列伝SAMURAI魂（2009.3.31 - 8.25）
  - 旬感!ランクイ〜ン ※「追跡!ランクなう。」の前身。（2009.9.8 - 2010）
  - 追跡!ランクなう。
  - とくマガ!
- 水曜日
  - 20世紀探検隊 ※「何だ?こりゃ調査団」「忘れられた日本」の前身。
  - こちら前忠芸能探偵社（2000.10.4 - ?）
  - 何だ？こりゃ調査団（2000.10.4 - 2002）
  - でぃすかばーJAPAN 名もなき達人たち
  - スター☆まるみえチャンネル→スター☆超まるみえチャンネル（2002.4.3 - ）※「デーブ☆インパクト」の前身。
  - 続・事件現場 ※2008年10月以降は木曜日に移動
  - 麗しのニッポン・味覚遺産（2008.10 - 2009.3）
  - 初出しワールドLIVE（2009.4.1 - 8.26）
  - 週刊タブロイドチャンネル デーブ☆インパクト
  - セレブちゃんねる
  - 「海外NEWS」
- 木曜日
  - とくダネ!さん登場!
  - 相談員タスケ (開始当初 - ？)
  - 桑マンのガサ入れ隊（2000頃）
  - 週刊人物学習帳 ※後に月曜日に移動。
  - 激突！オ・ト・ク合戦
  - 生活完全マニュアル（2000.10.5 - 2002）
  - INSIDE WATCH (2002.4.11 - ？)
  - 見出しの裏ダネ! (2002.4.11 - ) ※木曜日コーナー「俺の話を聞け!」の前身。
  - “芸能魂”前田忠明の俺の話を聞け!
  - 朝のヒットスタジオ (2007.10.4 - 2009.3.26) ※以後、不定期で復活
  - カズコの物ちぎり! ヒットのココロ
  - 売れっ子JAPAN ヒットのココロ（2009.9.3 - 2010.3.25）
  - ホームレスキューパパットさん（2010.4.1 - 2011）
  - エンタ☆ビュー
  - 木曜のおぐら家
- 金曜日
  - 前忠の見出しの真相 ※木曜日コーナー「見出しの裏ダネ!」の前身。
  - 秀香のもっと素敵に･･･ （開始当初 - ?）
  - ドン小西のおしゃれ泥棒（1999.7.30 - 2002.3.29）
  - ドン小西の個人教授（2002.4.5 - 2003.3.28）
  - GO!GO!プライス（2003.4.4 - 2004.10.1）
  - PROFILE X ※火曜日コーナー「ひとなび」の前身。
  - 週刊!ジョーシキ大辞典
  - おすぎのエンタメ斬り捨てごめん
  - エンタメ解体新書
  - 友近のトレンドライフ
  - 友近キッチン
  - 週刊ペキンウォーカー
  - 小倉智昭の週刊!エンタ☆マイスター（2008.9.5 - 2009.3.27）
  - めざせ！天気の達人（2009.4.24 - 2010.3.26）※「天達武史の旬学旅行」の前身
  - 天達武史の旬学旅行（2010.4.2 - 2012）
  - 街角ジャーニー ぶらみち
  - 究極動画工場（2015頃）
- 「小倉NEWS」（トップニュース）

### 特別企画（2021年3月15日 - 25日）
3月15日（月）「特別対談 辛坊治郎×小倉智昭」
辛坊治郎と小倉によるスペシャル対談。
3月16日（火）「復活!“朝のヒットスタジオ”」
昭和・平成の名曲を、本人を迎えてスタジオ生演奏で披露するコーナーを振り返る。ゲスト：AI。
3月17日（水）小倉ベース「小倉智昭×古市憲寿」
古市が、今小倉に聞きたいことを質問する。
3月18日（木）「見出しの裏ダネ!」特別編
名物芸能記者が、当時の番組の雰囲気で現在の芸能ネタを扱うとどのような展開になるのかを生放送で語る。
3月19日（金）復活!「ドン小西のおしゃれ泥棒」
芸能人とこの日スタジオ出演のトラウデン・山崎のファッションをドン小西がチェックする。VTRゲスト：生見愛瑠、かまいたち、峯岸みなみ。
3月22日（月）復活「温故知人」
元番組コメンテーターの竹田圭吾（2016年逝去）をしのび、彼が残したメッセージを落語家・柳家花緑が生独演で伝える。
この日から1週間は通常の出演者とスペシャルキャスターに加えて、歴代女性サブ司会が日替わりでスタジオ出演した。この日は佐々木恭子が出演した。
3月23日（火）帰ってきた!「走れ!三面刑事」
山下真司が世の中の雑誌や新聞の気になる記事を徹底的に調査するコーナー「走れ!三面刑事」の特別編。今回は番組にまつわる噂話を追跡する。
この日は歴代女性サブ司会から中野美奈子が出演した。
3月24日（水）デーブSP「スター☆まるみえチャンネル」
番組開始当初から続く海外企画の最終回。デーブ・スペクターが選んだ世界のニュースを紹介する。笠井信輔も降板後にがんの公表をするためスタジオ出演した2019年12月以来1年3か月ぶりにスタジオへ姿を見せた。
この日は歴代女性サブ司会から梅津弥英子が出演した。
3月25日（木）「小倉と5人の女」
佐々木恭子、中野美奈子、梅津弥英子、山崎夕貴、菊川怜の5人の番組歴代女性キャスターが、今だから話せる小倉へのダメ出しや、それぞれの名場面を振り返る。
この日は歴代女性サブ司会のスタジオ出演が無かった（オープニングでは山﨑がそれに該当すると説明された）。

### 最終回（2021年3月26日放送）
オープニングでは、当日朝に小倉が東京・台場のフジテレビに到着した様子などに密着した映像を放送した。
オープニング終了後はまず前夜のフィギュアスケート世界選手権での羽生結弦の活躍や新型コロナウイルス関連などのニュースを数本報じた後、番組中盤の8時30分ごろからは最終回の特別企画を展開。過去の名場面を振り返ったほか、1999年春の番組開始に当たって制作された番宣スポットの映像などの秘蔵映像も流された。
この日は歴代女性サブ司会から菊川怜が出演。また、コメンテーター席にはレギュラーの中瀬ゆかりに加えて、すでに番組から離れていた諸星裕が久々に出演し、笠井もコメンテーター席に座った。通常のV1スタジオとは別スタジオにもプレゼンター・歴代女性サブ司会を含む過去に番組へ出演したアナウンサーが登場したが、中野美奈子は登場しなかった。
さらに、大黒摩季が別スタジオから生出演し、代表曲『ら・ら・ら』を生歌唱したほか、サプライズゲストとして小倉と長年にわたり親交が深い寺尾聰が生出演した。
その後、小倉の妻（さゆり夫人）からの手紙を山﨑が代読し、小倉は「尊敬してくれたんだ。支えてくれましたよ、本当に。まさか20年、というのは考えてもみませんでした」と感慨深げに感想を述べて、他の出演者にも支えてくれた家族がいるとして御礼を述べた。
そして、コブクロが別スタジオから生出演。代表曲『卒業』をフルコーラスで生歌唱し、小倉も別スタジオに駆けつけた。歌唱後、小倉は「『とくダネ!』が無ければコブクロにも出会えなかったわけだし、寺尾聰も、大黒摩季さんもそうだし、番組がみんなつないでくれた」と感謝した。
エンディングでは、小倉が視聴者への最後のメッセージを述べた（その間、サブ司会・プレゼンター・リポーター・コメンテーターの歴代出演者の氏名がスクロール表示された。）。その中で、小倉は「22年間本当にありがとうございました。心から感謝します」などと視聴者に感謝した。谷原章介と永島優美は登場しなかったものの後継番組『めざまし8』にも触れて両者を紹介し、「谷原くんが挨拶に来てくれました。小倉さんの8時の時間を汚さないようにとおっしゃってたんですが、あなたの思い通りに作ってくださいとお願いしました」と話した上で、「この番組に携わったスタッフの多くが『めざまし8』にも残ってくれました。私がいなくても良い番組を作ってくれると信じています。私も一視聴者として見させていただきたいと思います。『めざまし8』期待していてください」とエールを送った。最後は小倉が「本当に長い間、ありがとうございました」と改めて視聴者に感謝し、スタジオ内のカノン砲から金色の紙テープが発射されて番組は終了、『小川宏ショー』『おはよう!ナイスデイ』の17年を超える22年、そして『小川宏ショー』が持っていた「同一司会者による全国ネット番組としての最多放送回数」全4451回を超える全5646回の歴史に幕を閉じた。
終了後、関東などで放送された『ノンストップ!』のスタジオからも労いの言葉が送られた。また、プレゼンター・アナウンサーが待機していた別スタジオで終了後「さよならパーティ」（スタッフは感染を防ぐためリモートでの参加となった）が行われたという。
翌週の『めざまし8』初回オープニングでは谷原・永島がこの回のエンディングを受けて、小倉に向けてコメントをしている。
なお、2021年6月8日にNHKで放送された『プロフェッショナル 仕事の流儀』では、当番組終了数週間前から数ヶ月間、小倉に密着した様子が放送された。その中では、小倉が最終回の生放送を終えた後楽屋を後にする際、マネージャーが小倉に「この部屋に心残りはありませんか」と尋ねられた事を話した上で、「そんなね、ドライなんだから部屋に心残りなんかないの。またどうせ呼ばれるんだから」と吐露した場面も流れた。
番組終了から三ヶ月後の2021年7月13日の『めざまし8』にゲスト出演し、フジテレビの「東京五輪情報SPキャスター」に就任することが発表された

## 演出

### 番組内でのBGM
- 1999年4月1日～2003年3月28日、2021年3月15日・26日「Veronica」（エルヴィス・コステロ）
  - 2010年12月3日・2018年9月17日放送分にて、放送回数3000回・5000回を記念して特別に流された。また、2021年3月25日放送分では天気予報のBGMとして流された。
- 2003年3月31日～2005年9月30日、2021年3月16日「Shout To The Top!」（スタイル・カウンシル）
  - 2004年10月1日まではUSA Remix版を使用していた。
  - この時期のみエンディング曲が異なり「My Ever Changing Moods」（スタイル・カウンシル）を使用。
- 2005年10月3日～2007年9月28日、2021年3月17日：「Don't Get Me Wrong」（プリテンダーズ）
- 2007年10月1日～2009年3月27日、2021年3月18日：「シスコはロック・シティ」（スターシップ）
- 2009年3月30日～2011年3月25日、2021年3月19日：「Invisible Touch」（ジェネシス）
- 2011年3月28日～2012年3月30日、2021年3月22日：「Heaven Is A Place On Earth」（ベリンダ・カーライル）
- 2012年4月2日～2012年9月28日、2021年3月23日：「あの娘にアタック」（ビリー・ジョエル）
- 2012年10月1日～2014年3月21日、2021年3月24日：「Tubthumping」（チャンバワンバ）
- 2014年3月24日～2018年3月30日、2021年3月25日：「MORNING CHEERS」（pal@pop作曲）[48]
  - これ以降、歌手が歌唱するテーマを使用していない。本曲では、子供達による「とくダネです!」のコールが入る。
- 2018年4月2日～2019年3月22日：「rainbow」（KAY）
- 2019年3月25日～2019年9月27日：「Tap Knock DaNce」（森優太作曲）
- 2019年9月30日～2021年3月12日：「GOOD ONE」（KAY）
  - 2021年3月15日～3月26日のオープニング・提供BGM・エンディングは残り10日で終了となるため、「MORNING CHEERS」までの歴代テーマ曲を日替わりで流していた（ただしCM前のジングルは引き続き「GOOD ONE」を使用。VTRが明けてスタジオ挨拶時のオープニングCGも19日までと26日は2005年10月から2009年3月まで使用していたもの、22日から25日はその日に流すテーマ曲の時代に使用していたタイトルCGを復刻）。26日の最終回は初代テーマ曲の「Veronica」を使用した。

### 歴代タイトルロゴ
- 初代：1999年4月1日～2001年9月28日
  - 緑色ベースにしたデザイン、1段目にとく、2段目にダネ!を表記。情報プレゼンターの部分は最上部に位置している。
- 2代目：2001年10月1日～2011年3月25日
  - この代が最も長く使用された。初代をベースに一部変更。緑ベースにしたデザインをそのまま継続し、情報プレゼンターの部分を最上部からとくダネ!の間の2段目に位置を移動の上で字体を変更したり、とくダネのロゴも一部変更された。

- 3代目:2011年3月28日～2012年9月28日
  - 2代目とほぼ同等だが、黄緑色ベースにマイナーチェンジ。先端の角ばっている部分は丸みを帯びた形に。
- 4代目：2012年10月1日～2014年3月21日
  - 番組初の全面一新。青色ベースにしたデザイン、午前8時の時計をイメージしている（2012年10月1日放送オープニングトークの小倉の発言より）。

- 5代目:2014年3月24日～2018年3月30日
  - 4代目とほぼ同等だが、水色ベースにマイナーチェンジ。
- 6代目：2018年4月2日～2019年3月22日
  - 水色ベースにしたデザイン、「原点回帰」をテーマに、番組開始20年目突入の一環で5年半ぶりに1段目にとく、2段目にダネ!、中央に情報プレゼンターを表記した2代目ロゴに近い形のものになった。
- 7代目：2019年3月25日～2019年9月27日
  - 歴代ロゴの中では最も使用期間が短い。ピンク色ベースにしたデザイン、最上部に情報プレゼンター。1段目にとく、2段目にダネ!を表記した初代ロゴに近い形になった。
- 8代目：2019年9月30日～2021年3月26日
  - 番組開始以来初めての英字ロゴとなり、真ん中の横向きの黄色、黄緑、水色、青色の4色レインボー線を背景に、1段目にTokudane、2段目に小さくとくダネ!を表記。情報プレゼンターの表記は廃止された。
  - 　2021年3月15日から先述の通り、歴代残り10日で終了となるため、タイトルCGを復刻するたびに、初代および6代目以外のすべての時期のロゴを放送日順に放送。ただし、8時丁度に流すVTRの開始時とスタジオのモニターに関しては8代目のロゴを使用した。

### 歴代スタジオセット
- 初代：1999年4月1日～2004年10月1日
  - 通信社の一室のようなデザインで、白色の壁をベースに至る所に青色の柱や枠を使用。2002年4月1日よりタイトルロゴのマイナーチェンジに伴い軽いリフォームを行っており、出演者背景の小道具の小変更と一部の窓枠の色が青色からミント色へ塗りなおされた。この初代のみコメンテーター席背景にフジテレビが関わるドラマ・映画作品・イベント等のポスターを常に常設していた。出演者席の色は青色（2代目まで流用）。
- 2代目：2004年10月4日～2009年3月27日
  - 初代での白色の壁をベースに至るところに青色の柱や枠を引き続き使用の上でデザインを一新。ドラマ・映画作品のポスターに代わり、コメンテーター席上部背景に世界時計が置かれていた。
- 3代目：2009年3月30日～2011年3月25日
  - 2代続けきた色調を初の一新。クリーム色の壁をベースに、ミント色・オレンジ色の柱や枠を使用。出演者席の色もセット色に合わせてオレンジ色の椅子へ変更。モニターがハイビジョン対応に変更。フジテレビ美術担当者によると、当初は2014年辺りまで使用予定だったという。
- 4代目：2011年3月28日～2012年9月28日
  - 黄緑色・黄色をベースにデザインを一新。コメンテーター席とモニターがそれまでと左右真逆に変更。出演者席の色もセット色に合わせてミント色の椅子へ変更。本来このセットは別のバラエティー番組にて使用予定だったが、震災の影響により急遽、本番組で使うことが決まった経緯がある。
- 5代目：2012年10月1日～2014年3月21日
  - 青空と雲を意識した青色ベースに一新。出演者背景にモニターと別の動画ビジョンを設置し、オープニングトーク時には雲と青空を、各種ニュース・日替わりコーナーの時には関連する映像を常に表示。出演者席の色が2代目以来の青色へ戻る。
- 6代目：2014年3月24日～2019年3月22日
  - クリーム色ベースに一新。壁と壁の間の至る所に水色のラインのアクセントが施された[49]。出演者背景に設置されていたモニターと別の動画ビジョンを撤去。通常放送時でのコメンテーター席は左右先端に1人ずつが基本に変更。出演者席の色もセット色に合わせて黄緑色の椅子へ変更（7代目まで流用）。2017年3月27日・2018年4月2日に2度セットの一部を改装した。
- 7代目：2019年3月25日～2019年9月27日
  - 工房をイメージしたデザインで、白色の壁をベースに至る所にピンク色の柱や枠を使用。通常放送時でのコメンテーター席は右端に2人ずつという開始当初の3代目までの席配置に戻された[50]。出演者席の色が5代目以来の青色へ戻る。
- 8代目：2019年9月30日～2021年3月26日
  - 水色をベースにデザインを一新。出演者背景に設置されていたモニターと別の動画ビジョンが6代目以来の復活。小倉の左背景にさまざまな外の映像や最新のニュース映像を複数映しているモニターを設置した。通常のモニターは、先代7代目まではセットデザインに合わせた施しがされていたが、枠のない黒い原型がむき出しの質素なものになった。

## スタッフ
- - ナレーター：堀井真吾、青森伸、坪井章子、平野正人、山崎和佳奈、郷里大輔、田中亮一、矢田耕司、田中一成、牧原俊幸、鈴木渢、小林俊夫、斉藤茂一、さとうあい、谷育子、半田雅和、滝下毅、田中良典、野田圭一、藤田淑子、二木静美、住友優子、青山美帆、関根明子、竹本英史、川野良子（フジテレビアナウンサー）、大場真人、寺瀬今日子、安井絵里、福原耕平、鈴木賢、市川展丈、井上里奈、今村直樹、遠藤守哉、高幸、向坂樹興、徳山靖彦、中友子、中尾良平、馬場圭介、平井啓二、柳沢三千代、山下恵理子、山中まどか　ほか
- AD：宮川直樹
- ディレクター：阿左美貴彦、加藤正臣、藤村美里、松本美帆、小出和平、藤井進、西谷慎二、中成皓、山口順平、長嶋なぎさ、戸田奈沙、海野麻実、坪谷健太郎、谷翔平ほか
- プログラムディレクター（PD）：島野平（フジテレビ）[51]、吉田渉（フジテレビ）ほか
- 総合演出：荒木勲（フジテレビ）
- チーフディレクター：一之瀬登
- プロデューサー：日向栄二、渡辺俊介、内ヶ崎秀行、森憲一、山中弘明（山中→以前はチーフディレクター）、坂本隆太、平岡大二郎（全員→フジテレビ）、吉川和仁（バンエイト）
- チーフプロデューサー：西渕憲司、宗像孝、大野貢、濱潤、山崎亮介、石塚大志、杉崎朋子（杉崎→以前はプロデューサー）、渡邊貴（全員→フジテレビ）
- 美術：片岡浩美（フジテレビ）
- デザイン：水上啓光（フジテレビ）
- 制作：フジテレビ情報制作センター
- 制作著作：フジテレビ

## その他
- 小倉及び番組スタッフの方針として、他のワイドショーのような「話題の出来事を毎日・長時間かけて放送する」ことを嫌い、長くて（スタジオトークの時間を含めて）15分程度とした[52]。番組がはじまった1999年は長らく「ミッチー・サッチー騒動」をワイドショーはこぞってほぼ毎日扱っていた[52]。本番組では新たな動きが起きない限り放送しない方針を貫いたが、この時の視聴率は苦戦していたという[52]。
- 通常、小倉は毎日スーツにネクタイ姿で登場している。かつては放送日が祝日に当たった場合はノーネクタイでジャケットを着用していた（笠井は祝日も関係なくスーツ姿。ただ、例外として2007年9月24日は、前日にあった自民党総裁選挙を扱うため、小倉はスーツとネクタイであった）。しかし東日本大震災以降は、放送日が祝日の場合でもスーツにネクタイ姿で出演している。（2011年夏は東日本大震災による節電対策により平日でもノーネクタイ姿であった。小倉が平日にノーネクタイ姿であるのは番組始まって以来初であった。他の番組のキャスターも2011年夏に関してはノーネクタイ姿が多かった。同時にノーネクタイ時期はスーツ・ジャケットからポケットチーフを出していた）。またスーツ・ジャケットは2008年頃までは3つボタンがメインであったが、2009年頃からは2つボタンがメインになっている。番組進行では座っている時にスーツ・ジャケットのボタンをはずすことがなくなった。
- 小倉は、本番組をスタートさせた1999年は夏期休暇を自ら返上し、2000年から毎年休暇をとっている。また2003年1月21日にインフルエンザにかかり、それを明かした上で、22日から24日の出演を見合わせたことがあった。
- 小倉はスポーツに関しての関心が高く、折に触れ現地取材を行っている。シドニーオリンピックでは金曜日の放送終了後にシドニーへ発ち、月曜早朝に成田空港に到着する強行軍を2回行う。アテネオリンピックでは、小倉は念願かなって期間中をアテネから放送した。2006 FIFAワールドカップでは日本のグループリーグ第2戦クロアチア戦と第3戦ブラジル戦にあわせ、6月12日からの1週間をドイツから放送した。北京オリンピックでも、アテネオリンピック同様、小倉は期間中を北京から放送した。
- 2004年4月、当時レギュラーコメンテーターの植草一秀の逮捕の際は、スタッフ全員で事件への番組の対応方針を視聴者に説明し、謝罪を行った。
- 2004年10月4日からは、セット、CMアイキャッチが番組開始5年半にして始めて大幅なリニューアルが施された（※ただし、タイトルロゴの形・色はそのままで、オープニングのみ2003年4月に変更されている）。その後司会に中野美奈子が就任した2009年3月30日、2011年3月28日にも変更されている。
- 2005年10月からオープニングフォーマットを変更。それまでのヘッドライン→タイトルロゴの後にオープニングトークが入るスタイルから、8時丁度にスタジオバックでタイトルロゴが入りすぐにオープニングトーク、その後にヘッドラインを入れるスタイルになった。これは、裏番組が自番組のフォーマットを追従していることに対して、その裏をかいたフォーマット変更といえる。
- 2006年7月21日には、来日中のThe Pretendersがオープニングでテーマ曲をスタジオ生演奏した。
- 2007年1月11日には本来、同番組の前半スポンサーの中の一社であった不二家が前日に不祥事を起こしたことから同日よりスポンサー活動を自粛、公共広告機構（現：ACジャパン）に差し替えという事態となった（現在は復帰）。

## 不祥事
ミッチー・サッチー騒動や野村沙知代に関する報道姿勢
番組スタート直前の1999年3月末ミッチー・サッチー騒動が発生。本番組は4月16日、野村沙知代が美容整形の代金を滞納しているとした内容を放送した。しかし翌日、小倉が番組の冒頭で「今後、ミッチー・サッチー騒動や野村沙知代さんに関する報道は特に大きな進展がない限り放送はしません」と挨拶した。理由は明らかにされなかったが、スポーツ報知の紙上では「ヤクルトスワローズ（現：東京ヤクルトスワローズ）を3度の日本一に導いた沙知代の夫野村克也に配慮した、またはフジテレビからの圧力があったのでは」と結んだ。
フィギュアスケートの報道
2008年12月15日放送分では、浅田真央が優勝したGPファイナルに関して「浅田真央逆転Vも… キム・ヨナ“実力”に差」という題で、視聴者に「浅田真央よりもキム・ヨナのほうが実力が上」と感じさせる内容を放送。大きな反発を招いたうえ、得点計算に関する客観的な誤りがあったため、18日に番組内で訂正および謝罪を行った。
島田紳助の芸能界引退時
島田紳助が2011年8月23日、暴力団関係者との交際があったことを理由に芸能界引退したことを翌24日放送分で扱った際、小倉が「皆さんの周辺でも、知らないうちにそういう（暴力団）人が解決してくれるってことは起こるはず」「駄目なことは分かってても、それしか解決方法がなかったって人はいると思う」と発言。暴力団によるトラブルの解決を肯定しているとも取れる発言だったことから、ネット上で批判が殺到した。これを受け26日放送分で小倉が「トラブルに巻き込まれて、その解決を警察とか弁護士ではなくて、結果的に圧力団体であるとか闇社会の人が解決をしてしまうケースがあるという話をした。これは、私は『考えなければいけないことだ』と言ったが、これがどうも『小倉が容認しているようだ』と受け止められたようだ」と釈明。「一般の人は暴力団とは関係ない」との反論については、「昔は暴力団という看板を掲げて、威嚇をしていた。ところが今は、身分を隠して一般社会に溶け込むような形で知らず知らずのうちに深く深く潜行していて、気が付いたら巻き込まれていたということもある。ですから、『気をつけてほしい』ということで言ったつもりだったが、どうも言葉が足らなかった。誤解があったとしたら、申し訳なかった」と陳謝した。しかし、かつて警察庁暴力団対策課長を務めていた参議院議員の小野次郎は小倉の発言を不適切であるとして、謝罪と番組降板を求めた。
ヨーグルトについて
2012年1月27日の放送で、「明治ヨーグルトR-1を食べるとインフルエンザへの抵抗力が増す」というニュースを取り上げたところ、R-1が全国的に品薄状態となる事態が発生。この内容は本番組で放送する4日前である23日に『あさイチ』で同様の内容が放送されていた。
滋賀いじめ自殺問題について
2012年7月6日の放送では、前年に滋賀県大津市でいじめを受けた中学生が自殺をした事件の裁判の資料の一部を個人名等をマジックで塗りつぶして番組中で表示したが、塗りが甘く加害者である児童の個人名などが透けて見える状態だったため、9日の放送内で謝罪を行った。ネット上では録画された映像を元に、より鮮明に伏字を読み取れるように加工された画像が出回っている。
安倍晋三の持病への発言
2012年9月27日の放送では、厚生労働省により難病指定を受けている潰瘍性大腸炎の悪化で過去に内閣総理大臣職を辞任した経緯のある安倍晋三の自民党新総裁選出に関連して、コメンテーターの田中雅子が「1年で、もうお腹痛くなっちゃって辞めちゃったということで…」と話し、これに口を挟んだ小倉の「ちょっと子供みたいだったと思うよ」との発言に、田中が「本当に病気で辞めるなんて本当にもう二度と言ってほしくないし、本当に実行にもっと移していって貰いたい」と訴えた。田中と小倉が同病を単なる「腹痛」と軽視して、同病に罹患する患者全体に対する誤解を生む発言をしたことに対して、批判や疑問が相次いだ。
同年10月1日の放送では、小倉が「病気に苦しむ方を傷つけるつもりはありませんでした」と述べ謝罪。田中も、自身の オフィシャルサイト で謝罪した。
安倍は10月24日付のFacebookで、「テレビに出て来る資格無しです。 知らずにコメントしているなら、そもそもコメンテーターの資格無しです。 田中雅子氏は、この程度で経営コンサルティングなんかしていて大丈夫でしょうか」と非難した。
ネットでの中傷の被害者とされた人物が詐欺容疑で逮捕
2013年10月7日の本番組でネットによる「本人の名前+逮捕」や「本人名+詐欺師」などと事実無根の中傷された恐怖体験を語る番組内の企画として出演した大阪の太陽光発電設備販売会社『エステート24ホールディングス』の社長が19日実際に詐欺容疑で逮捕された。
金曜日のコメンテーターショーン・マクアードル川上の学歴および経歴詐称疑惑
2016年3月16日、番組の金曜日コメンテーターを担当するショーン・マクアードル川上の学歴および経歴詐称疑惑が週刊文春の報道によって発覚し、ショーンはフジテレビに番組降板を申し入れた。疑惑報道が出た16日には、ショーンの学歴および経歴詐称、番組降板の件について本番組では一切触れられなかったが、ショーンが出演する予定であった18日の放送の冒頭で小倉がこの件について謝罪を行った。
無関係の男性を犯人として報道
2017年7月27日の放送において、医師法違反容疑で松山市の男性が逮捕された事件を伝えた際、事件と無関係の男性のインタビュー画像を容疑者のものとして報じた。
三浦雄一郎への故人表記
2018年2月8日放送分の平昌オリンピック関連による元モーグル日本代表・三浦豪太への取材で、彼の紹介で登山家の実父・雄一郎とのツーショット画像紹介の際、「故・三浦雄一郎さん」の字幕スーパーが表示されるミスが発生。小倉は「三浦豪太君のお父様、今も大変お元気で、もう1度エベレストに行くんだと仰っています。その三浦さんに対して、大変失礼なスーパーを流してしまいました。申し訳ありません」と謝罪した。

## ネット局と放送時間
| 放送対象地域  | 放送局                      | 系列                                         | 放送日時              |
| ------------- | --------------------------- | -------------------------------------------- | --------------------- |
| 関東広域圏    | フジテレビ（CX） 【制作局】 | フジテレビ系列                               | 月 - 金曜 8:00 - 9:50 |
| 北海道        | 北海道文化放送（uhb）       | フジテレビ系列                               | 月 - 金曜 8:00 - 9:50 |
| 岩手県        | 岩手めんこいテレビ（mit）   | フジテレビ系列                               | 月 - 金曜 8:00 - 9:50 |
| 宮城県        | 仙台放送（OX）              | フジテレビ系列                               | 月 - 金曜 8:00 - 9:50 |
| 秋田県        | 秋田テレビ（AKT）           | フジテレビ系列                               | 月 - 金曜 8:00 - 9:50 |
| 山形県        | さくらんぼテレビ（SAY）     | フジテレビ系列                               | 月 - 金曜 8:00 - 9:50 |
| 福島県        | 福島テレビ（FTV）           | フジテレビ系列                               | 月 - 金曜 8:00 - 9:50 |
| 新潟県        | NST新潟総合テレビ（NST）    | フジテレビ系列                               | 月 - 金曜 8:00 - 9:50 |
| 長野県        | 長野放送（NBS）             | フジテレビ系列                               | 月 - 金曜 8:00 - 9:50 |
| 静岡県        | テレビ静岡（SUT）           | フジテレビ系列                               | 月 - 金曜 8:00 - 9:50 |
| 富山県        | 富山テレビ（BBT）           | フジテレビ系列                               | 月 - 金曜 8:00 - 9:50 |
| 石川県        | 石川テレビ（ITC）           | フジテレビ系列                               | 月 - 金曜 8:00 - 9:50 |
| 福井県        | 福井テレビ（FTB）           | フジテレビ系列                               | 月 - 金曜 8:00 - 9:50 |
| 中京広域圏    | 東海テレビ（THK）           | フジテレビ系列                               | 月 - 金曜 8:00 - 9:50 |
| 近畿広域圏    | 関西テレビ（KTV）           | フジテレビ系列                               | 月 - 金曜 8:00 - 9:50 |
| 鳥取県 島根県 | 山陰中央テレビ（TSK）       | フジテレビ系列                               | 月 - 金曜 8:00 - 9:50 |
| 岡山県 香川県 | 岡山放送（OHK）             | フジテレビ系列                               | 月 - 金曜 8:00 - 9:50 |
| 広島県        | テレビ新広島（TSS）         | フジテレビ系列                               | 月 - 金曜 8:00 - 9:50 |
| 愛媛県        | テレビ愛媛（EBC）           | フジテレビ系列                               | 月 - 金曜 8:00 - 9:50 |
| 高知県        | 高知さんさんテレビ（KSS）   | フジテレビ系列                               | 月 - 金曜 8:00 - 9:50 |
| 福岡県        | テレビ西日本（TNC）         | フジテレビ系列                               | 月 - 金曜 8:00 - 9:50 |
| 佐賀県        | サガテレビ（STS）           | フジテレビ系列                               | 月 - 金曜 8:00 - 9:50 |
| 長崎県        | テレビ長崎（KTN）           | フジテレビ系列                               | 月 - 金曜 8:00 - 9:50 |
| 熊本県        | テレビ熊本（TKU）           | フジテレビ系列                               | 月 - 金曜 8:00 - 9:50 |
| 大分県        | テレビ大分（TOS）           | 日本テレビ系列 フジテレビ系列                | 月 - 金曜 8:00 - 9:50 |
| 宮崎県        | テレビ宮崎（UMK）           | フジテレビ系列 日本テレビ系列 テレビ朝日系列 | 月 - 金曜 8:00 - 9:50 |
| 鹿児島県      | 鹿児島テレビ（KTS）         | フジテレビ系列                               | 月 - 金曜 8:00 - 9:50 |
| 沖縄県        | 沖縄テレビ（OTV）           | フジテレビ系列                               | 月 - 金曜 8:00 - 9:50 |

- テレビ大分を除く各局は『めざましテレビ』から、テレビ大分は『ズームイン!!SUPER』→『ZIP!』からステブレレスで番組が始まる。
- またフジテレビTWOでは「とくダネ!特捜プレミアム」と題して「特捜エクスプレス」のこれまでの放送の中から数日分をまとめて放送している。
- なお、アメリカでも、ロサンゼルスとホノルルのケーブルテレビ日本語チャンネルで、「得もり」を中心に約25-30分に編集された番組が約1週間遅れで放送されている。
- 前番組『ナイスデイ』を終了まで同時ネットしていたTBS系列のテレビ山口（同局は1987年9月までフジテレビ系列（ただしFNSのみ）とのクロスネット局で当該時間帯は『小川宏ショー』からフジテレビ制作のワイドショーを同時ネットしていた）は本番組から本枠をネットせず、本来の系列番組でTBS制作『はなまるマーケット』の同時ネットに切り替えた。
- テレビ大分では、番組開始から2004年10月1日までの5年半、8:30まで日本テレビ系列の『ズームイン!!朝!』→『ズームイン!!SUPER』を同時ネットしていたため、ネット局で唯一8:30飛び乗りとなっていた。しかし、番組はそれに配慮することなく、VTRやスタジオトークの最中から唐突に放送される方式となっていた。ちなみに、2011年4月1日まで裏番組だった『スーパーモーニング』（テレビ朝日系ほか）では、飛び乗りネット局があったころはそれに関する配慮があったが、2009年3月に飛び乗りが廃止となり、それ以降は広島ホームテレビが広島平和記念式典を中継する毎年8月6日のみとなった。その後、2004年10月4日に『ズームイン!!SUPER』の終了時刻が8:00に繰り上がったため、同日放送分からテレビ大分での飛び乗りが解消され、同局でも8:00スタートのフルネット&ステブレレスで視聴できるようになった。8:00開始は『ひらけ!ポンキッキ』の24年半以来。
- テレビ新広島では、毎年8月6日が平日と重なる場合に広島平和記念式典を中継するため、また、テレビ長崎では、毎年10月7日が平日と重なる場合に長崎くんちを中継するため、この日に限り8:30までの部分をネット返上としている（2019年まで）。その際、『ズームイン!!SUPER』終了時刻繰上げ以前のテレビ大分と同じく唐突に番組が始まる。
- 宮崎放送では2009年3月27日を以ってテレビ朝日系列の『スーパーモーニング』を打ち切ったが、テレビ宮崎には『スーパーモーニング』の放映権移行は行われず、2009年3月30日以降も当番組を引き続き放送している。ちなみに新潟県では、『モーニングショー』の放送権が、1981年4月に新潟放送から当時クロスネット局だった新潟総合テレビに放送権が移行したため、新潟総合テレビで放送していた『小川宏ショー』が途中打ち切りになるという事態になった。そのため、新潟総合テレビでは当番組の前番組である『おはよう!ナイスデイ』の放送開始が1983年10月からの放送開始となった。
- 2011年3月31日を以って『モーニングショー』からテレビ朝日系列平日午前のワイドショー枠を長年ネットしていた日本テレビ系列局の北日本放送と四国放送が、テレビ朝日系列平日午前のワイドショー枠のネットを打ち切って、翌4月1日から本来の系列番組である日本テレビ制作の『スッキリ!!』に切り替えたことに伴い、同年4月1日以降の当番組は1965年5月の『小川宏ショー』開始以来、フジテレビ系列平日午前のワイドショー枠開始46年目にしてテレビ朝日系列平日午前のワイドショー枠をネット局並びに放送地域で上回ることになった。ただし、ネット局数では『はなまるマーケット』と同数である他、本番組は青森・山梨・山口・徳島の各県を除く43都道府県で放送されている。ちなみに本枠のネット実績がない県は青森・山梨・徳島の3県である。